# Onthophagus rectorispauliani
Onthophagus rectorispauliani är en skalbaggsart som beskrevs av Yves Cambefort 1980. Onthophagus rectorispauliani ingår i släktet Onthophagus och familjen bladhorningar. Inga underarter finns listade i Catalogue of Life.